# Park Central (Hong Kong)
Pour les articles homonymes, voir Parc Central.
Park Central (將軍澳中心) est un ensemble de gratte-ciel résidentiel de 168 mètres de hauteur  situé à Hong Kong en Chine, construit de 1999 à 2002. L'ensemble est constitué de 11 tours plus une en construction. Il y a 4 tours de 52 étages, une de 53 étages, 6 tours de 54 étages, la tour en construction faisant 54 étages.
L'ensemble a été conçu par l'agence d'architecture de Hong Kong, DLN Architects.